# Mary Peters
Mary Elizabeth Peters LG DBE (Liverpool, 6 de julho de 1939) é uma ex-atleta e campeã olímpica britânica, especializada no pentatlo feminino e no arremesso de peso. Recebeu três títulos honoríficos consecutivos da Rainha Elizabeth II e sua vitória olímpica em Munique 1972 é considerada como um fator de união entre os católicos e protestantes da Irlanda do Norte por um breve momento no início dos anos 70, durante um dos mais conturbados períodos políticos do país.

## Biografia
Nascida no condado de Lancashire, na Inglaterra, ela mudou-se ainda criança com a família para  Ballymena e depois Belfast, na Irlanda do Norte, seguindo o emprego do pai. Ainda criança, mostrando talento para o atletismo, foi apoiada pelo pai que chegou a lhe dar de presente de aniversário duas toneladas de areia para que pudesse praticar as provas de saltos no quintal de casa. Estudando e treinando, Peters formou-se como professora ao mesmo tempo em que começou a competir internacionalmente pelo país em 1958, nos Jogos da Comunidade Britânica.
Especializando-se no pentatlo feminino e no arremesso de peso, passou a representar a Grã-Bretanha em torneios internacionais a partir de 1961 e conseguiu o quarto lugar no pentatlo em sua primeira participação olímpica, em Tóquio 1964. Depois de uma prata no arremesso de peso nos Jogos da Commonwealth em 1966, em 1970 a primeira medalha de ouro em grandes eventos veio no pentatlo, nos mesmos Jogos, realizados em Edimburgo, Escócia.

## Munique 1972
Em Munique, Peters tinha pela frente a favorita da prova e dona da casa, a alemã-ocidental Heidemarie Rosendahl, uma super-atleta, que ganharia duas medalhas de ouro nos mesmos Jogos e a recordista mundial Burglinda Pollak, da Alemanha Oriental. A disputa, realizada em dois dias, eletrizou e uniu a imaginação da violenta divisão sectária religiosa na Irlanda do Norte.
Peters, então com 33 anos, disputando o 45º pentatlo de sua carreira, iniciada com 16 anos em 1955, e sabendo ser essa sua última oportunidade de uma medalha olímpica, liderou o primeiro dia da modalidade de cinco provas, estabelecendo recordes pessoais nas três provas disputadas, salto em altura, arremesso de peso e 80 m c/ barreiras, o que a colocou na liderança ao final do dia com 301 pontos de vantagem sobre as outras atletas. A tensão e a excitação com a prova e a segunda parte no dia seguinte, fizeram com que ela não dormisse de um dia para o outro. Na primeira prova do segundo dia, um resultado fraco no salto em distância, ganho por Rosendahl - que também ganhou o ouro individual nessa modalidade, além de outro em equipe no 4X100 m - com um marca apenas 1 cm inferior ao recorde mundial, diminuiu sensivelmente sua liderança e a medalha de ouro ficou para ser decidida na última prova, os 200 m, onde a velocista alemã tinha grande vantagem. Rosendahl venceu como esperado, com Peters lutando por posições intermediárias, mas mesmo assim fez a melhor marca da sua vida para a distância, 24s08. Depois de vários agonizantes minutos de cálculos, foi anunciada a vitória de Peters, com novo recorde mundial para o pentatlo feminino, 4801 pontos, e apenas dez pontos de diferença para Heide Rosendahl.

## Vida posterior
Retirando-se dos estádios chamada de Golden Girl pela imprensa britânica, ela continuou a trabalhar pelo atletismo e pela comunidade na Irlanda do Norte, assim como pela Grã-Bretanha. Foi presidente da Federação Britânica de Atletismo e patrona da Federação de Atletismo Amador da Irlanda do Norte. Escreveu colunas em jornais e atuou como comentarista da BBC Sports.
No meio do atletismo, comandou campanhas de levantamento de fundos para reconstruir a pista da Universidade de Queens que foi rebatizada com seu nome. Por seu trabalho em prol da comunidade norte-irlandesa, pelo turismo no país e pelo esporte em geral na Grã-Bretanha, foi condecorada pela rainha com a Ordem do Império Britânico no grau de MBE em 1973, CBE em 1990 e finalmente como DBE (Dame Commander of the British Empire), em 2000. Hoje tem o cargo honorário de Lord Lieutenant of the City of Belfast, a representante oficial da rainha da Inglaterra na cidade de Belfast.